# Fredrik Engelmark
Fredrik Engelmark, född 4 november 1806 i Gällivare församling, Lappland, död där 3 mars 1866, var en svensk präst.

## Biografi
Engelmark var son till kyrkoherden Lars Salomon Engelmark och Brita Stjernström. Han blev student vid Uppsala universitet 1830 och prästvigdes den 6 juli 1834. Hans första tjänster var som pastorsadjunkt i Sorsele församling 1834 och som pastorsadjunkt i Jokkmokks församling 1835. År 1838 blev han vice komminister i Pajala församling, som då fortfarande var annex till Övertorneå, varefter han från 1845 skötte pastorssysslan i det nybildade pastoratet Pajala, det vill säga utan att vara kyrkoherde. Han blev vice pastor i Karesuando församling 1848 och kyrkoherde där 1849 med tillträde samma år; därmed efterträdde han Lars Levi Læstadius. År 1854 blev han skolmästare i Gällivare och samma år tillförordnad pastor i Gällivare församling. Han var sedan 1859 visitator i norra lappmarsdistriktet.

### Familj
Engelmark var gift med Ulrika Carolina Ullenius, som var dotter till kyrkoherden Johan Ullenius. Makarna fick sju barn, däribland dottern Teodora, som gifte sig med kyrkoherden Carl Michael Stenborg.